# Andrey Yanuarevich Vyshinsky
Andrey Yanuarevich Vyshinsky (tiếng Nga: Андрей Януарьевич Вышинский, Andrej Yanuar'evič Vyšinskij; tiếng Ba Lan: Andrzej Wyszyński) (ngày 10 tháng 12 [OS 28 tháng 11] 1883-10 tháng 11 năm 1954) là một nhà chính trị, luật gia và nhà ngoại giao Liên Xô.
Ông được biết đến như một công tố viên nhà nước trong vụ án Moskva của Joseph Stalin và trong Tòa án Nürnberg. Ông là Bộ trưởng Ngoại giao Liên Xô giai đoạn 1949-1953, sau khi đã từng là Thứ trưởng Ngoại giao dưới Vyacheslav Molotov kể từ năm 1940. Ông cũng đứng đầu Viện Nhà nước và Pháp luật trong Viện Hàn lâm Khoa học Liên Xô.